# Vittatispora
Vittatispora — рід грибів родини Ceratostomataceae. Назва вперше опублікована 2006 року.

## Класифікація
До роду Vittatispora відносять 1 вид:
- Vittatispora coorgii